# Miracle de Donna Perna guérie par saint Bernardin
Le Miracle de Donna Perna guérie par saint Bernardin est une peinture de Sano di Pietro, conservée dans une collection privée.

## Histoire
Ce tableau faisait partie d'une prédelle avec deux autres panneaux. Il est aujourd'hui conservé dans une collection privée.

## Iconographie
L'événement représenté se situe une semaine après la canonisation de Bernardin de Sienne, le 22 mai 1450, par le pape Nicolas V.
Mort le 20 mai 1444 à L'Aquila, la dépouille du saint fut extraite de son caveau ces 6 années passées et présenté à la foule. Une femme paralytique, Donna Perna, épouse de Matteo Pettrucci, notable de la cité, s'approchant du corps du saint, s'en trouva guérie.
Cet épisode fait partie de la série des Miracles posthumes  de saint Bernardin que plusieurs peintres illustrèrent (dont Le Pérugin et Pinturicchio).

## Description
Dans l'espace d'une nef d'église (vitraux), limité par  trois arcades à colonnes, le saint allongé sur son lit d'exposition est entouré de plusieurs moines franciscains dont deux agenouillés et priants ; une femme habillée de rouge et soutenue par un homme vêtu de jaune à bonnet rouge (son mari), se penche vers le saint, lui touchant les mains.
Un autre groupe composé de moniales agenouillées, de deux femmes et d'un homme debout, tous en train de prier, est placé sous l'arcade gauche ; un homme les accompagne, tenant un bâton et tourné vers la scène du saint et de la femme, en témoin du miracle.